# Леонард Лікоебе
Лебоганг Леонард Лікоебе (англ. Lebohang Leonard Likoebe; нар. 23 грудня 1953, Ладібранд, ПАР — пом. 31 жовтня 2006, Йоганнесбург, ПАР) — південноафриканський футболіст, вінґер.

## Клубна кар'єра
Народився в місті Ладібранд. Дорослу футбольну кар'єру розпочав за кордоном, в лесотському «Масеру Юнайтед». Згодом повернувся до Дурбану, де став гравцем «Зулу Роялс». У 1977 році перейшов до «Кайзер Чифс». У 1982 році залишив «Чифс» та перебрався до «Вітс Юніверситі».

## Стиль гри
Його колишній одноклубник Вусі Ламола описав Лікебе словами: «Він був рідкісним нападником, який завжди забивав важливі м'ячі, він рідко залишав поле, не забивши [м'яча]», що означало, що він був дуже результативним нападником.

## По завершенні кар'єри
Після завершення кар'єри у професійному футболі Лікебе приєднався до програми розвитку футболу в центрі ФА ПАР у Кліпспруїті, Совето, у 1985 році.

## Кар'єра тренера
У 2001 році призначений головним тренером команди Національного першого дивізіону «Ратананг Махолойсане».

## Прізвисько
Леонард отримав прізвисько «Ваґґа Ваґґа» від уболівальників на честь скакового коня-чемпіона, який виграв Дурбанський липень за його блискучу швидкість у 2001 році.

## Смерть
Помер 7 листопада 2006 року у Госпіталі Гелен Джозеф в Окленд-Парк після нетривалої хвороби. Його надгробок виготовила Bataung Memorials, меморіальна компанія, що належить колишньому капітану «Кайзер Чифс» Джиммі Тау. У Леонарда залишилася вдова, донька, двоє синів та внучка.

### Похорон
Похорони Лікебе відбулися 11 листопада 2006 року на цвинтарі Авалон після служби, що відбулася в римо-католицькій церкві в Прибудові 2.